# Francisco da Hornay
Der Topasse Francisco da Hornay war von 1694 bis 1696 Generalkapitän (Capitão-mor) von Solor und Timor. In dieser Funktion war er de facto der Herrscher der Topasse und der de jure portugiesischen Besitzungen auf den Kleinen Sundainseln.
Francisco da Hornay war der Sohn von Jan da Hornay einem Mestizen, der als Kommandant der Festung von Solor 1629 von den Niederländern abfiel und den Stützpunkt den Portugiesen übergab. In Larantuka heiratete er eine timoresische Sklavin und gründete mit seinen zwei Söhnen Francisco und António einen mächtigen Familienclan. Konkurrent um die Macht waren die Costas, die von Antónios Waffengefährten Mateus da Costa abstammten.
1656 vernichteten die Topasse unter António da Hornay und Mateus da Costa eine niederländische Militärexpedition beim Dorf Amarasi, die gegen sie ausgeschickt worden war, und zwangen sie so, die gerade eroberte Festung von Kupang wieder aufzugeben. Der portugiesische Vizekönig in Goa nutzte schließlich die Rivalität zwischen den Familienclans. Er sandte sowohl an António da Hornay als auch an Mateus da Costa den gleichen Brief, in dem er sie jeweils zu seinem Repräsentanten und Capitão-mor erklärte, sofern derjenige die Macht innehabe. Diese lag zu diesem Zeitpunkt bei António, Mateus akzeptierte dies aber nicht und berief sich dabei auf eine frühere Ernennung. Ein blutiger Machtkampf zwischen den Familien begann und führte später zur Machtteilung innerhalb der Topasse. Von 1671 an konnte Mateus auch den Titel des Capitão-Mor für sich beanspruchen, doch starb er 1673. Nach einem kurzen Intermezzo durch Manuel da Costa Vieira gewann António da Hornay noch im selben Jahr den Titel zurück. Ab 1673 regierte António da Hornay de facto als Fürst über Larantuka, Solor und Teile Timors.
Nach dem Tod von António 1693 wurde Francisco der neue Herrscher der Topasse und übernahm 1694 von Pater António de Madre de Deus auch den Titel des Capitão-mor. Francisco gelang die Wiedervereinigung der Hornays und der Costas durch die Heirat mit einer Tochter von Domingos da Costa, dem Sohn von Mateus.
Ab 1695 versuchte der Vizekönig in Goa erneut die Kontrolle zurückzugewinnen und setzte als ersten Gouverneur von Solor und Timor António de Mesquita Pimentel ein. Doch er zog schnell den Zorn der Einheimischen auf sich. Er plünderte sie schamlos aus und ermordete zwei Kinder von Francisco da Hornay. 1697 wurde Domingos da Costa neuer Capitão-mor und legte schließlich Pimentel in Ketten und ließ ihn nach Goa zurückschicken.